# Język paku (austronezyjski)
Język paku, także bakau – język austronezyjski używany w prowincji Borneo Środkowe w Indonezji (kecamatan Paku, kabupaten Barito Timur). 
Z danych Ethnologue wynika, że w 2003 r. miał 3500 użytkowników; liczba ta jest niezgodna z innymi źródłami. W 2002 r. liczbę jego użytkowników oszacowano na 500 osób, a w 2018 r. odnotowano, że posługuje się nim ok. 50 osób (zamieszkujących cztery wsie: Tampa, Tarinsing, Bantei Napu i Kalamus). Określenie „paku” wzięło się od nazwy rzeki, która przecina wieś Tampa.
Jeden z języków barito wschodnich. Jest spokrewniony z językiem ma’anyan, przy czym według nowszej klasyfikacji (2017) oba języki należą do bardziej odległych grup (ma’anyan został zakwalifikowany do języków barito południowo-wschodnich, a paku – do gałęzi barito centralno-wschodniej). Dawniej bywał też rozpatrywany jako dialekt ma’anyan, co później uznano za niesłuszne. Paku odróżnia się własnym przebiegiem rozwoju fonologicznego. Lokalnie zajmuje marginalną pozycję i ma niski prestiż (wręcz nie zawsze jest postrzegany jako odrębny język).
Znajduje się na skraju wymarcia. Stwierdzono zanik przekazu międzypokoleniowego; został praktycznie wyparty przez języki ma’anyan i banjar. Doniesienia sugerują, że jego żywotność osłabiała się już w latach 40. XX w., a pod koniec lat 80. odnotowano, że nie jest powszechnie używany. Częsta jest wielojęzyczność (ma’anyan, banjar, indonezyjski), część osób zna też inne języki lokalne (np. ngaju), do czego przyczyniają się małżeństwa mieszane.
Wykazuje silne wpływy języka ma’anyan, przy czym nasilenie wpływów różni się w zależności od użytkownika. Oba języki są sobie bardzo bliskie pod względem leksyki.
Został opisany w postaci opracowań gramatycznych: Struktur bahasa Paku (2002) , A grammar of Paku: a language of Central Kalimantan (2018) . Istnieje także opis fonologii (Fonologi bahasa Paku, 1989) . Nie wykształcił formy pisanej. Powstała propozycja ortografii na bazie alfabetu łacińskiego.